# Чемпионат Германии по футболу 1913/1914
Чемпионат Германии по футболу 1913/1914 — 12-й розыгрыш Чемпионата Германии по футболу (нем. Deutsche Fußballmeisterschaft). Турнир начался 3 мая 1914 года, а финал состоялся 31 мая 1914 года. Победителем этого турнира стала команда «Фюрт».
В чемпионате участвовало 8 команд: «Фюрт», «Лейпциг», «Дуйсбургер», «Аскания» Форст, «Пруссия-Замланд» Кенигсберг, «Лейпциг-Линденау», «Альтона 93» Гамбург, «Берлинер БК».

## 1/4 финала
| «Дуйсбургер»                                      | 4:1 (д. в.) | «Альтона 93» Гамбург |
| ------------------------------------------------- | ----------- | -------------------- |
| Фишер 73′ (пен.) 93′ · Бонгарц 97′ · Блетген 106′ |             | Шиппорайт 48′        |

| «Пруссия-Замланд» Кенигсберг | 1:4 | «Лейпциг»                                       |
| ---------------------------- | --- | ----------------------------------------------- |
| Вирт 25′                     |     | Пёмпнер 44′, 81′ · Пендорф 54′ · Фридрих II 75′ |

| «Лейпциг-Линденау» | 1:2 | «Фюрт»               |
| ------------------ | --- | -------------------- |
| Шульц 36′          |     | Вайц 52′ · Франц 83′ |

| «Берлинер БК»                          | 4:0 | «Аскания» Форст |
| -------------------------------------- | --- | --------------- |
| Арндт 5′, 68′ · Хеблер 16′ · Пройс 25′ |     |                 |

## ½ финала
| «Лейпциг»    | 1:0 | «Дуйсбургер» |
| ------------ | --- | ------------ |
| Фёлькерс 41′ |     |              |

| «Фюрт»                           | 4:3 (д. в.) | «Берлинер БК»        |
| -------------------------------- | ----------- | -------------------- |
| Вайц 44′, 62′ · Франц 103′, 146′ |             | Пройс 33′, 43′, 119′ |

## Финал
| «Фюрт»                      | 3:2 (д. в.) | «Лейпциг»                |
| --------------------------- | ----------- | ------------------------ |
| Вайц 104′ · Франц 17′, 153′ |             | Хессе 108′ · Пендорф 83′ |